# Edward Arthur Steinhaus
Edward Arthur Steinhaus (1914 – 1969) – amerykański entomolog i bakteriolog, specjalizujący się w patologii owadów.
Urodził się 7 grudnia 1914, w Max w Dakocie Północnej. W 1936 ukończył bakteriologię na North Dakota State University i przeniósł się do Ohio State University, gdzie uzyskał w 1939 doktorat. Pracował kolejno w United States Public Service Rocky Mountain Laboratory, University of California w Berkley, gdzie założył i zarządzał laboratorium, a potem wydziałem patologii owadów oraz, od 1963, University of California w Irvine jako dziekan nauk biologicznych. Zmarł 20 października 1969 w Newport Beach w Kalifornii.
Jest jednym z najbardziej znanych patologów owadów swoich czasów. Założył Society for Invertebrate Pathology oraz stworzył i redagował Journal of Invertebrate Pathology. Był prezydentem Entomological Society of America. W 1968 wybrany na członka National Academy of Science, w sekcji biologii stosowanej. Napisał około 200 publikacji naukowych o patologii owadów, w tym kompleksowe:
- "Insect microbiology" (1946)
- "Principles of Insect Pathology" (1949)
- "Laboratory excercises in insect microbiology and insect pathology" (1961)